# Cambessedesia wurdackii
Cambessedesia wurdackii är en tvåhjärtbladig växtart som beskrevs av Angela Borges Martins. Cambessedesia wurdackii ingår i släktet Cambessedesia och familjen Melastomataceae. Inga underarter finns listade i Catalogue of Life.